# Meekatharra
Meekatharra – niewielkie miasteczko (bez formalnych praw miejskich) w stanie Australia Zachodnia, stolica hrabstwa Meekatharra. Liczy 798 mieszkańców (2006), co stanowi ok. 2/3 ludności całego hrabstwa. Głównym powodem powstania miejscowości, co miało miejsce w pierwszych latach XX wieku, były znalezione w pobliżu pokłady złota. Wydobycie trwało do 2008 roku, kiedy to ostatnia z eksploatujących złoże firm znalazła się w stanie upadłości. Obecnie kopalnia jest już w rękach nowego inwestora, który zamierza otworzyć ją na nowo w 2012 roku. 
Miasteczko leży przy trasie Great Northern Highway, znakowanej na tym odcinku jako droga krajowa nr 95. Trasa ta łączy je ze stolicą stanu, Perth, położoną 770 km na południowy zachód. Przez miejscowość przechodzi jedna regularna linia autobusowa, obsługiwana przez należącego do władz stanowych przewoźnika Transwa. Łączy ona Meekatharrę z Geraldton. W pobliżu znajduje się także port lotniczy Meekatharra (kod IATA: MKR, kod ICAO: YMEK), obsługiwany jedynie przez przewoźników czarterowych oraz stanowiący regionalną bazę Royal Flying Doctor Service of Australia.

## Galeria

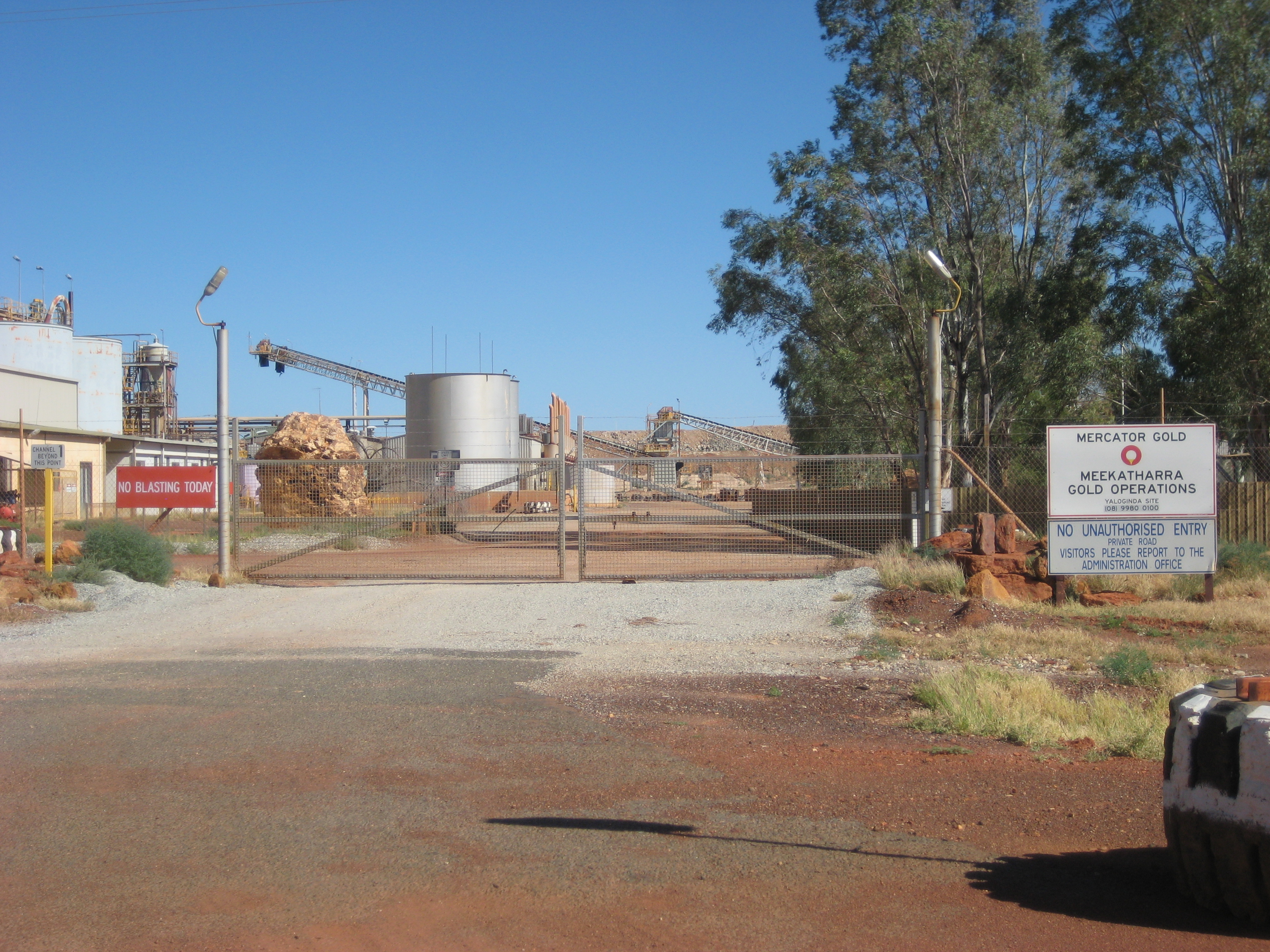
Kopalnia złota, obecnie nieczynna
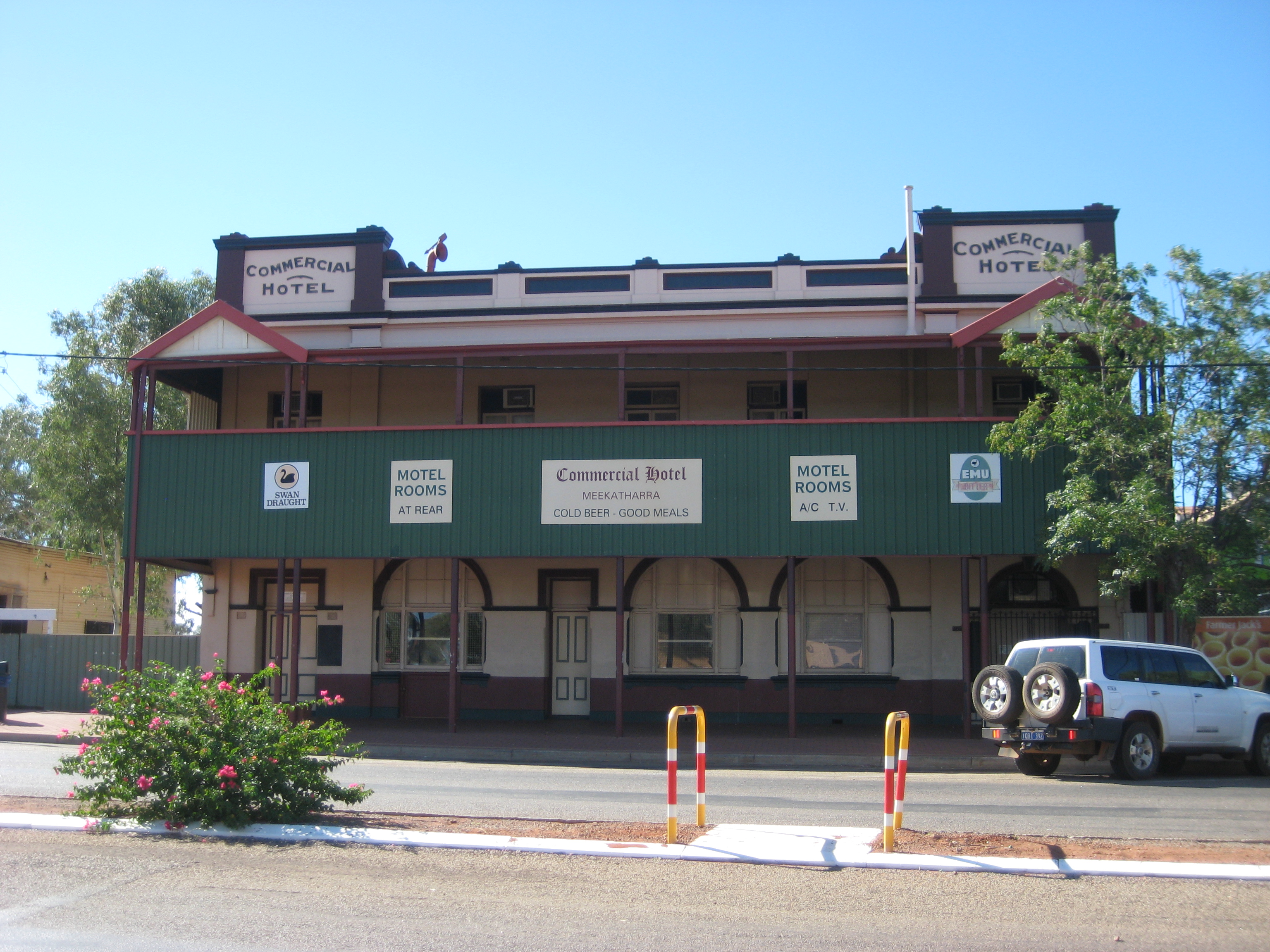
Hotel Commercial
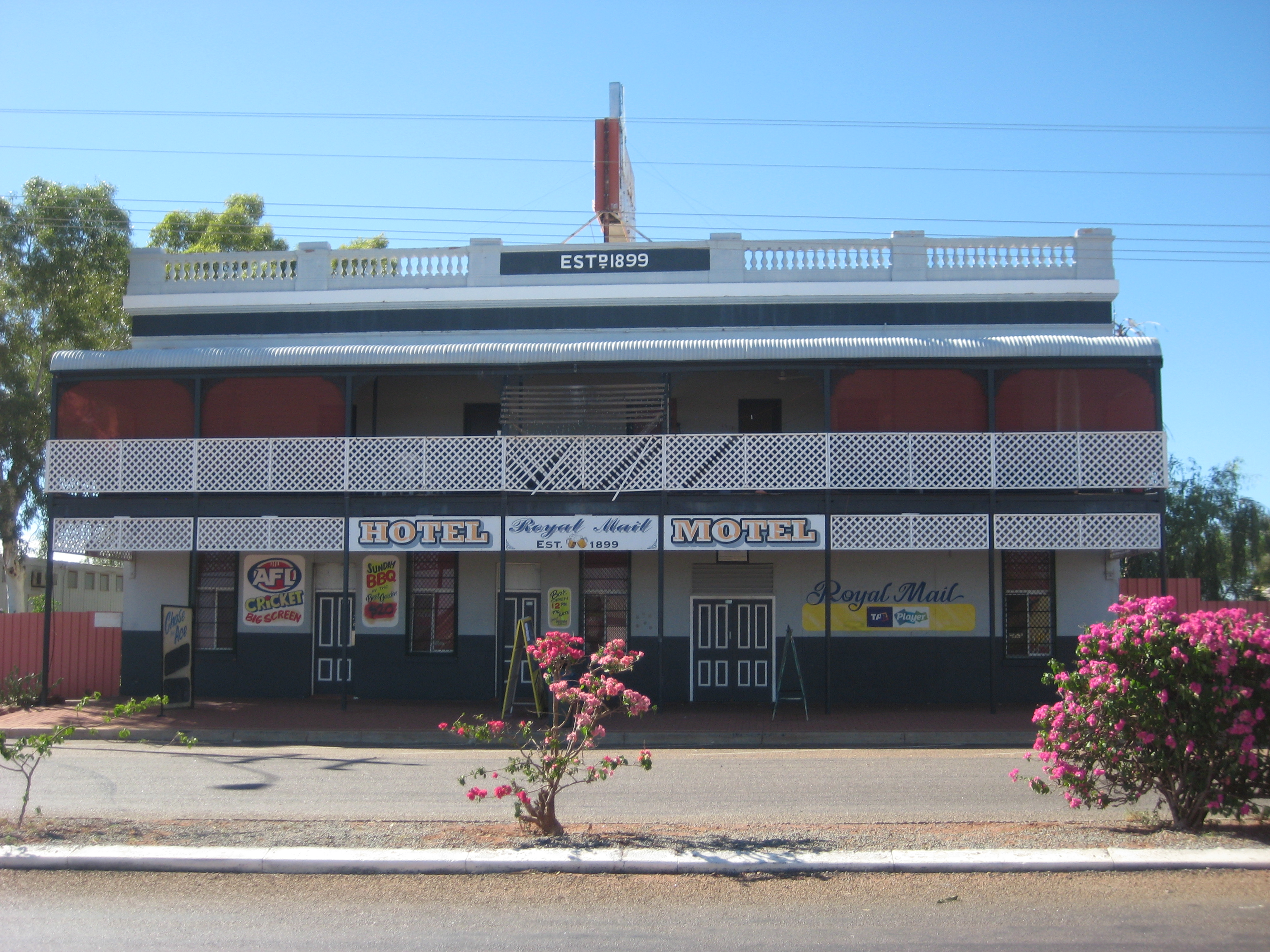
Hotel Royal